# Tsunami – Die Killerwelle
Tsunami – Die Killerwelle ist ein von HBO produzierter zweiteiliger Fernsehfilm von Bharat Nalluri, der von der Tsunami-Katastrophe am 26. Dezember 2004 in der thailändischen bis nach Nord-Japan reichenden Region erzählt. In den Hauptrollen des Films sind Tim Roth, Chiwetel Ejiofor, Sophie Okonedo, Hugh Bonneville, Samrit Machielsen und Toni Collette zu sehen.

## Handlung
Im Film werden mehrere Handlungsstränge miteinander verwoben. Obwohl die Hauptfiguren fiktiv sind, wurden ihre Geschichten von Augenzeugen und Opfern der Naturkatastrophe adaptiert.
Ian und Susie Carter
Die britische Familie Carter verbringt mit ihrer sechsjährigen Tochter Martha Weihnachten in Khao Lak. Während Ian sich am Morgen des 26. Dezember um seine Tochter kümmert, unternimmt Susie einen Tauchausflug. Beim Tsunami, der Ian und Martha mit voller Wucht trifft, verliert der Vater seine Tochter aus den Augen. Er überlebt und begibt sich auf die Suche nach Frau und Kind. In all der Zerstörung und dem Chaos findet er schließlich seine unverletzte Frau Susie, die sich während ihres Tauchgangs meilenweit auf See in Sicherheit befunden hatte. Martha bleibt jedoch verschwunden. Die gemeinsame Suche nach ihrer Tochter fordert Ian und Susie Carter alles ab, nicht nur sie zerbrechen fast daran, sondern auch ihre Ehe. Zwischenzeitlich nimmt sich Susie eines im Alter ihrer Tochter befindlichen Mädchens an, das die Katastrophe leicht verletzt überlebt hat, muss es aber später seiner Mutter zurückgeben, die zum Glück überlebt hat. Martha, die kleine Tochter der Carters, bleibt vermisst und das Ehepaar nimmt letztendlich am zerstörten Strand von Khao Lak Abschied von seinem Kind.
Nick Fraser und Chai
Nick Fraser, ein aus England stammender Reporter und sein aus der Region stammender Photograph Chai werden nach Thailand geschickt, um dort die Story ihres Lebens zu schreiben. Zunächst nur Presseleute, die ihren Job machen, entwickeln sie doch bald ein menschliches Gespür für die Katastrophe. Mit Hilfe der Hotelbesitzerin Simone kommen sie einer Regierungsverschwörung auf die Spur, wonach bereits im Jahr 1996 ein Frühwarnsystem für Tsunamis hätte eingerichtet werden müssen. Seinerzeit wurde der verantwortliche Politiker jedoch entlassen, um freie Hand zu haben und im Fall der Fälle anstelle der zerstörten Hotelanlagen neue und komfortablere Hotelkomplexe zu errichten. Der Tod tausender Menschen wurde dabei billigend in Kauf genommen.
Familie Peabody
Wie Susie Carter befinden sich auch die Britin Kim Peabody und ihr Sohn Adam auf dem Tauchausflug. An Strand werden ihr Mann James und ihr ältester Sohn John von der Welle getrennt. Während James Peabody auf einem Lkw stirbt, wird John Peabody schwer verletzt geborgen. Man erzählt der besorgten Mutter, dass man sein Bein amputieren müsse, um sein Leben zu retten. Susie Carter möchte jedoch, dass ihr Sohn so schnell wie möglich nach England ausgeflogen wird, um eine ausreichende medizinische Versorgung zu gewährleisten und sein Bein zu retten. Die verunsicherte Mutter glaubt den fortwährenden Versprechungen des britischen Botschafters vor Ort, der einen schnellen Krankentransport in die Heimat garantiert. Als dieser endlich zur Verfügung steht, hat Kim Peabody jedoch bereits ihre Zusage zur Operation ihres Sohnes gegeben, dessen Bein daraufhin amputiert wurde.
Tony Whittaker
Der britische Botschafter Tony Whittaker wird zur Anlaufstelle zahlreicher Menschen, die ihn um Hilfe in der Not ersuchen. Zunächst das typische Beispiel eines Politikers, der den Menschen Versprechungen und Hoffnungen macht, beginnt er angesichts der menschlichen Katastrophe aber zu begreifen, dass hier weitaus mehr getan werden müsste. Auch für Kim Peabody wurde er zur Anlaufstelle und versprach ihr, dafür zu sorgebn, dass ihr Sohn John nach England ausgeflogen wird. Dass er sein Versprechen nicht rechtzeitig in die Tat umsetzen konnte, nagt an ihm.
Than
Der 16-jährige Than arbeitet als Kellner in Khao Lak, um seine Großmutter wie auch seine Geschwister zu versorgen. Nach dem Tsunami ist der Junge der einzige Überlebende seiner Familie. Tapfer versucht er, sein Land wieder aufzubauen. Doch ein Großkonzern plant, auf dem Gelände des zerstörten Dorfes eine Hotelanlage zu errichten. Zum Schmerz über den persönlichen Verlust gesellen sich nun auch noch Wut und Ohnmacht.
Kathy Graham
Die Sozialarbeiterin Kathy Graham, die ein Förder- und Aufbauprogramm für Jugendliche in Thailand unterhält, wird zum guten Gewissen des britischen Botschafters Whittaker und schließlich auch eine wertvolle Hilfe für den jungen Than.

## Produktion

### Drehorte
Der Film, der an Originalschauplätzen in Thailand gedreht wurde, berichtet hauptsächlich von den Nachwirkungen des Tsunamis. Die Szene mit der Killerwelle nimmt keine zwei Filmminuten in Anspruch. Dabei nimmt sich das Produktionsteam sowohl der menschlichen Tragödien als auch der politischen Verantwortung gleichermaßen an.

### Synchronisation, Veröffentlichung, Quote
| Figur          | Darsteller          | Deutscher Sprecher  |
| -------------- | ------------------- | ------------------- |
| Nick Fraser    | Tim Roth            | Udo Schenk          |
| Ian Carter     | Chiwetel Ejiofor    | Charles Rettinghaus |
| Susie Carter   | Sophie Okonedo      | Cathrin Vaessen     |
| Tony Whittaker | Hugh Bonneville     | Erich Räuker        |
| Than           | Samrit Machielsen   | Salit Nirattiskikun |
| Kathy Graham   | Toni Collette       | Gundi Eberhard      |
| Kim Peabody    | Gina McKee          | Sabine Falkenberg   |
| Pravat Meeko   | Grirggiat Punpiputt | Rüdiger Evers       |
| John Peabody   | Morgan David Jones  | Julius Jellinek     |
| Adam Peabody   | George MacKay       | Johann Hillmann     |
| James Peabody  | Owen Teale          | Stephan Hoffmann    |
| Chai           | Will Yun Lee        | Norman Matt         |
| Simone         | Aure Atika          | Ghadah Al-Akel      |
| Ellen Webb     | Kate Ashfield       | Sabine Arnhold      |
| Eve            | Savannah Loney      | Marie Hinze         |
| Franzose       | Velicitat Lionel    | Patrice Luc D.      |
| Joe Meddler    | Leon Ford           | Viktor Neumann      |
| Martha Carter  | Jazmyn Mabaso       | Kira Herbing        |
| Peer Jarlsson  | Jacek Koman         | F.G.M. Stegers      |

Die deutsche Erstausstrahlung des Zweiteilers fand am 28. und 29. Dezember 2006 zur Hauptsendezeit beim Sender ProSieben statt. Den ersten Teil sahen 2,81 Millionen Zuschauer (8,7 Prozent Marktanteil), in der werberelevanten Zielgruppe waren es 1,77 Millionen bei 13,4 Prozent Marktanteil.

## Rezeption

### Kritik
TV Spielfilm zeigte mit dem Daumen nach oben, gab für Action einen und für Anspruch und Spannung zwei von drei möglichen Punkte und stellte fest: „Stark gespielt, subtil inszeniert. Furchtbares Leid, greifbar gemacht. Starke Darsteller, bewegte Kamera und zurückhaltende Musik machen das Unfassbare und die Hilflosigkeit vor Ort fühlbar.“
Cinema schrieb von einem „fassettenreiche[n], erschütternde[n] Zweiteiler“ und zog das Fazit: „Wer noch Tränen hat, der weint jetzt …“
Der Filmdienst führte aus: „Der Katastrophenfilm mischt Fiktives mit authentischen Hintergrundinformationen, blickt kritisch auf die Rettungs- und Hilfsmaßnahmen und fragt, was aus den Spendengeldern geworden ist. – Ab 16.“
Bei Prisma war zu lesen: „Bharat Nalluri verfilmte hier die schreckliche Naturkatastrophe, die über 300000 Menschen das Leben kostete und weltweit für Erschütterung und eine bis dahin nicht dagewesene Hilfsaktion einleitete, recht aufwändig und ergreifend. Allerdings werden die Filmbilder von den realen Bildern, an die sich viele Zuschauer sicher noch erinnern werden, in ihrer Wucht und Grausamkeit um Längen übertroffen. Fazit: kein Bild ist schlimmer als die Wirklichkeit!“

### Auszeichnungen
Der Film erhielt bei den Golden Globe Awards 2007 jeweils eine Nominierung in folgenden Kategorien: 
- „Bester Hauptdarsteller einer Miniserie“: Chiwetel Ejiofor
- „Bester Hauptdarstellerin einer Miniserie“: Sophie Okonedo
- „Beste Nebendarstellerin einer Miniserie“: Toni Collette